# Apeadeiro de Montemor

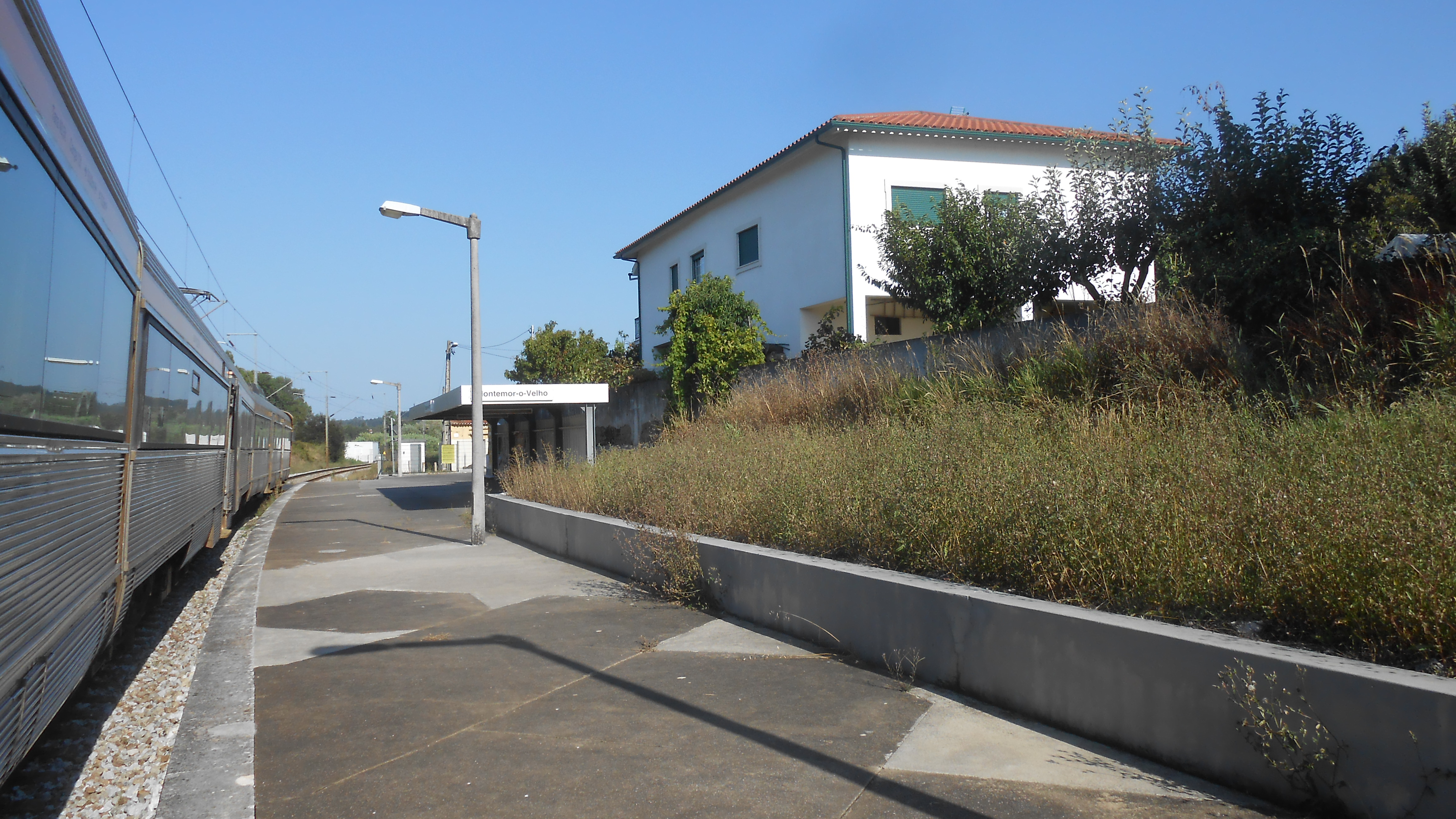
O apeadeiro de Montemor visto do comboio, em 2014.

O Apeadeiro de Montemor é uma interface do Ramal de Alfarelos, que serve nominalmente a localidade de Montemor-o-Velho (distante cerca de 4 km), no Distrito de Coimbra, em Portugal.

## Descrição

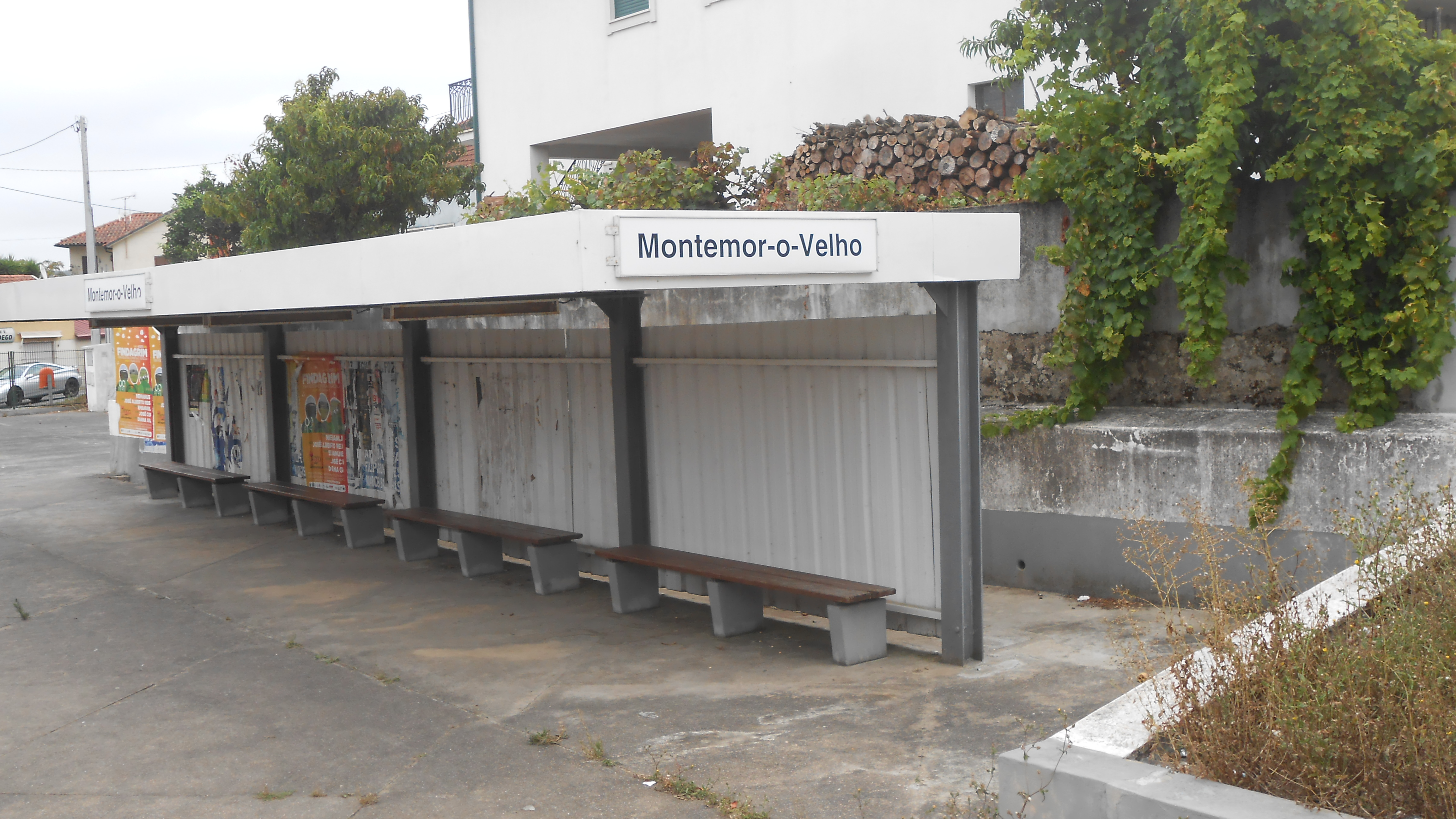
abrigo de plataforma do apeadeiro de Montemor, em 2014.

### Localização e acessos
Esta interface tem acesso pela Rua 1.º de Maio, junto à localidade de Santa Isabel, no concelho de Soure. O centro de Montemor-o-Velho dista 3,7 km do apeadeiro, mormente via EN347.

### Infraestrutura
O abrigo de plataforma situa-se do lado sul da via (lado direito do sentido ascendente, a Alfarelos).

## História
O troço entre Amieira e Alfarelos, onde Montemor se insere, entrou ao serviço a 8 de Junho de 1889.